# العلاقات اللاوسية الناميبية
العلاقات اللاوسية الناميبية هي العلاقات الثنائية التي تجمع بين لاوس وناميبيا.

## مقارنة بين البلدين
هذه مقارنة عامة ومرجعية للدولتين:
| وجه المقارنة                                              | لاوس        | ناميبيا      |
| --------------------------------------------------------- | ----------- | ------------ |
| المساحة (كم2)                                             | 236.80 ألف  | 825.62 ألف   |
| عدد السكان (نسمة)                                         | 6.86 مليون  | 2.53 مليون   |
| الكثافة السكانية (ن./كم²)                                 | 28.97       | 3.06         |
| العاصمة                                                   | فيينتيان    | ويندهوك      |
| اللغة الرسمية                                             | اللغة اللاو | لغة إنجليزية |
| العملة                                                    | كيب لاوي    | دولار ناميبي |
| الناتج المحلي الإجمالي (بليون دولار)                      | 16.85 مليار | 13.24 مليار  |
| الناتج المحلي الإجمالي (تعادل القوة الشرائية) بليون دولار | 38.71 مليار | 25.60 مليار  |
| الناتج المحلي الإجمالي الاسمي للفرد دولار أمريكي          | 1.82 ألف    | 4.67 ألف     |
| الناتج المحلي الإجمالي للفرد دولار أمريكي                 |             | 9.96 ألف     |
| مؤشر التنمية البشرية                                      | 0.575       | 0.628        |
| رمز المكالمات الدولي                                      | +856        | +264         |
| رمز الإنترنت                                              | .la         | .na          |
| المنطقة الزمنية                                           | ت ع م+07:00 | ت ع م+02:00  |

## منظمات دولية مشتركة
يشترك البلدان في عضوية مجموعة من المنظمات الدولية، منها:
| علم المنظمة | اسم المنظمة                        | تاريخ انضمام لاوس | تاريخ انضمام ناميبيا |
| ----------- | ---------------------------------- | ----------------- | -------------------- |
|             | منظمة الشرطة الجنائية الدولية      | ?                 | ?                    |
|             | وكالة ضمان الاستثمار متعدد الأطراف | 5 أبريل 2000      | 25 سبتمبر 1990       |
|             | منظمة حظر الأسلحة الكيميائية       | ?                 | ?                    |
|             | البنك الدولي للإنشاء والتعمير      | 5 يوليو 1961      | 25 سبتمبر 1990       |
|             | يونسكو                             | 9 يوليو 1951      | 2 نوفمبر 1978        |
|             | مؤسسة التمويل الدولية              | 29 يناير 1992     | 25 سبتمبر 1990       |
|             | الأمم المتحدة                      | 14 ديسمبر 1955    | 23 أبريل 1990        |